# Rhinogobius nandujiangensis
Rhinogobius nandujiangensis es una especie de pez de la familia de los Gobiidae en el orden de los Perciformes.

## Morfología
- Número de vértebras: 25.[1]

## Hábitat
Es un pez de Agua dulce y de clima tropical.

## Distribución geográfica
Se encuentran en Asia: la China.

## Observaciones
Es inofensivo para los humanos.